# Condado de Pinos Puente
El condado de Pinos Puente fue un título nobiliario creado en 1712 a favor de Juan Jacinto Vázquez y Vargas, por Carlos VI del Sacro Imperio Romano Germánico, pretendiente a la Corona de España durante la Guerra de Sucesión Española. Su nombre hace referencia al municipio de Pinos Puente, en la provincia de Granada.
- Datos: Q2836216